# Hopkinsobates suzannae
Hopkinsobates suzannae är en kvalsterart som beskrevs av Cook 1983. Hopkinsobates suzannae ingår i släktet Hopkinsobates och familjen Hygrobatidae. Inga underarter finns listade i Catalogue of Life.